# 85식 전차
85식 전차는 중화인민공화국이 문화대혁명 이후 인민해방군 및 수출 시장까지 염두에 두고 1970년대 말부터 1980년대까지 파키스탄과 공동으로 새로 개발한 전차로, 80식 전차의 후계형 전차다. 또한 중화인민공화국은 85식 전차를 약 600여대 운용하고 있으며, 파키스탄은 300여대를 운용하고 있다.

## 파키스탄과 공동 개발
파키스탄과 공동 개발이 가능했던 것은 인도와 소비에트 연방이라는 공통의 적을 두고 있었기 때문이다. 중화인민공화국은 구 소련과 1960년대부터 갈등 관계였고, 인도와도 국경 문제로 대립 관계였다. 파키스탄 역시 인도와 카슈미르 지방을 주무대로 전쟁까지 치른 상태였던데다가 그무렵 소련이 아프가니스탄을 침공하여 군사적 긴장이 고조되던 때였다. 이러한 배경으로 주력 전차의 공동 개발이라는 군사 협력을 하게 되었다.

## 85식 전차 시리즈
85식은 초기 생산형과 6개의 주요 개량형이 존재한다.

### 85식 전차
최초로 개발된 초기 생산형이다. 중국제 83식 105mm 전차포와 이스라엘제 ISFCS-212 사격 통제 장치를 장착했다. 주포탄은 46발을 탑재하고 부무장으로 12.7mm DShK 기관총(중국 제식명 54식 기관총) 과 7.62mm 기관총을 장착했다. 7.62mm는 차체에 장착되었으며, 12.7mm는 대공용으로 포탑 상부 차장용 해치에 장착되어 있다. 
총 중량은 39.5톤으로서, 59식 전차와 비교했을 때 전체 크기는 큰 변화가 없지만 3.5톤 증가했다. 포탑은 용접식이며 차체 전면 및 포탑 전면의 방어력은 APFSDS탄에 대해 350/500mm이며, HEAT탄은 450/650mm다. 
개발 및 생산은 중국북방공업공사(NORINCO)이 담당했다. 

### 85-I식
85식을 소폭 개량한 전차다. 105mm 전차포 포신에 방열 장치가 도입되었지만, 그 외 사항은 불분명하다. 85식과 85-I식은 200대가량 생산되어 인민해방군과 파키스탄 육군에 납품되었다.

### 85-II식
1989년 국제무기 견본시장인 두바이 '89에서 공개된 개량형이다. 당시 공개된 사양은 다음과 같다.
- 중량 : 40톤
- 승무원 : 4명
- 전장(주포 포함) : 9.34m
- 폭 : 3.372m
- 높이 : 2.3m
- 무장 : 85식과 동일.

사격통제장치도 85-I식에 비해 업그레이드되어 레이저 거리 측정기, 온보드 컴퓨터, 풍향측정기 등으로 보강되었다. 자동 장전 장치는 중동 국가(아마도 이라크나 이란)에서 구한 T-72를 분해하여 확보한 것으로 추정된다. 

### 85-IIA식
85식-II형을 파키스탄군의 요구 사항에 따라 북방공업공사가 개량한 것이다. 개발은 중국측에서 했지만, 생산은 파키스탄에서 하기로 되었다. 그러나 파키스탄군이 125mm 주포를 요구하여 생산은 이뤄지지 않았고, 125mm 주포를 장착한 형은 85-IIAP식으로 개발된다. 

### 85-IIAP식
85-IIA식을 파키스탄에서 면허 생산하면서 주포를 105mm 강선포에서 125mm 활강포로 바꾼 것이다. 300대가량 생산되어 파키스탄군이 운용하고 있으며, 현재는 85식-III형 수준으로 개량되었다. 125mm 포용 자동장전장치는 구 소련제 2A46 라피라 125mm 전차포에 기초했다.

### 85-IIM식
85-IIM식은 125mm 활강포 2A46을 자동장전장치와 함께 개발한 버전이다. 파키스탄군은 이 전차를 202대 도입했으나, 인민해방군은 채용하지 않았다. 중량 41톤으로 구 소련의 T-72와 유사하며, 서방에서는 이 전차를 T-72의 중국판으로 보고 있다. 연료 탑재량이 늘어났고, 엔진을 교체하여 도로상 주행 거리는 700km로 되어 있다. 
주포인 51구경 125mm 활강포는 소련으로부터 정식 면허 생산한 것으로 부양각은 +14도 ~ -6도다. 탄약은 고성능 작약탄, 성형작약탄, 다목적 작약탄, APFSDS탄인데 모두 소련으로부터 주포와 함께 정식으로 면허 생산한 것들이다. 발사속도는 분당 6~8발이며, 수동 장전을 할 경우에는 분당 2발이다.

### 85-III식
1995년에 발표된 85-III식은 85-IIM식에 중국이 자체 개발한 폭발반응장갑을 장착한 것이다. 장착 부위는 포탑 전면과 차체 전면이다. 파키스탄군이 이 형식을 도입했는지는 알려지지 않았다.